# Denis Hamlett
Denis Hamlett (Puerto Limón, 9 gennaio 1969) è un allenatore di calcio, ex calciatore e dirigente sportivo costaricano con passaporto statunitense, di ruolo difensore, direttore sportivo dei N.Y. Red Bulls.